# Ratchet și Clank. Cavalerii galaxiei
Ratchet și Clank. Cavalerii galaxiei (titlu original: Ratchet & Clank) este un film de animație și comedie din anul 2016 produs de studioul Rainmaker Entertainment, Este regizat și scris de Jericca Cleland și Kevin Munroe. Vocile sunt asigurate de David Kaye, James Arnold Taylor și Jim Ward. În limba română actorul Claudiu Bleonț dublează vocea îngerului și a demonului.

## Povestea
Ratchet, un lombax naiv, și ciudatul roboțel Clank se văd nevoiți să-și unească forțele pentru prima dată pentru a dejuca planul diabolic al unui investitor care vrea să masacreze galaxia pentru a-și construi planeta perfectă doar pentru el.
Bazat pe jocul de mare succes marca Sony Computer Entertainment, RATCHET ȘI CLANK. CAVALERII GALAXIEI dorește să facă cunoștință unui nou public de toate vârstele cu universul amuzant, insolent și burdușit de acțiune al eroilor noștri, oferind, în același timp, fanilor vechi ai jocului primul film de lung metraj despre aventurile lor preferate.

## Distribuție
- James Arnold Taylor - Ratchet
- David Kaye - Clank[9]
- Jim Ward - Captain Qwark[9]
- Armin Shimerman - Doctor Nefarious[9][10]
- Paul Giamatti - Chairman Alonzo Drek[9]
- John Goodman - Grimroth "Grim" Razz[9]
- Bella Thorne - Cora Veralux[9]
- Rosario Dawson - Elaris[9]
- Sylvester Stallone -  Victor[9]
- Vincent Tong - Brax Lectrus[11]
- Andrew Cownden - Zed
- Don Briggs - Starship Commander
- Ian James Corlett - Blarg
- Brian Dobson - Dallas Wannamaker
- Brian Drummond - Mr. Zurkon
- Cole Howard - Stanley
- Alessandro Juliani - Solana Trooper
- Rebecca Shoichet - Stanley's Mom
- Tabitha St. Germain - Juanita Alvaro
- Brad Swaile - Ollie
- Lee Tockar - Mr. Micron